# Иодид цезия
Иодид цезия — неорганическое соединение, соль цезия и иодоводородной кислоты с химической формулой CsI, хорошо растворим в воде.

## Получение
- Иодид цезия получают действием разбавленной иодистоводородной кислоты на карбонат цезия:

{\displaystyle {\mathsf {Cs_{2}CO_{3}+2HI\ {\xrightarrow {\ }}\ 2CsI+CO_{2}\uparrow +H_{2}O}}}
- Также иодид цезия можно получить обменными реакциями:

{\displaystyle {\mathsf {BaI_{2}+Cs_{2}SO_{4}\ {\xrightarrow {\ }}\ 2CsI+BaSO_{4}\downarrow }}}

## Физические свойства
Иодид цезия образует бесцветные кристаллы кубической сингонии, пространственная группа P m3m, параметры ячейки a = 0,45667 нм, Z = 1.
При нагревании происходит фазовый переход в пространственную группу F m3m, параметры ячейки a = 0,766 нм, Z = 4.
Хорошо растворим в воде и спиртах.
Образует полииодиды CsI3, CsI4, CsI7, CsI9.

## Химические свойства
- Раствор при хранении желтеет из-за окисления кислородом воздуха:

{\displaystyle {\mathsf {4CsI+O_{2}+2H_{2}O\ {\xrightarrow {}}\ 4CsOH+2I_{2}}}}
- Разлагается более сильными кислотами:

{\displaystyle {\mathsf {2CsI+H_{2}SO_{4}\ {\xrightarrow {100^{o}C}}\ Cs_{2}SO_{4}+2HI\uparrow }}}

## Применение
- В инфракрасной оптике.
- Крупные монокристаллы в качестве сцинтиллятора.